# くじらいいく子
くじらい いく子（くじらい いくこ、1958年3月20日 - ）は、日本の漫画家。東京都新宿区出身。女性。青年漫画誌を中心に作品を発表している。
中学のときから漫画を描き始める。その後、OLとして会社に勤めていたが、1978年『タナーのねこのたなた』（『ちゃお』）でデビュー。ペンネームは漢字だったが、雑誌掲載時にひらがなにされていたという。

## 作品リスト
- こんちくしょうブルース（全1巻）
- ブルー・ジーン（1986年、ビッグコミックスピリッツ、小学館、全3巻）
- マドンナ（1987年 - 1992年、ビッグコミックスピリッツ、小学館、全22巻、文庫版：2000年、中央公論新社、全7巻）
  - 冨永みーな主演でOVA（オリジナルビデオアニメ）化された。
- よそのねこ（原作：岡本螢、挿絵担当、全1巻）
- おんなのこたち倶楽部（1989年、あすか、角川書店、全1巻）
- 南国カンカン娘（1989年、角川書店）
- 東京ドドンパ・ママ（1990年、角川書店、短編集、全1巻）
- あったしまえブルース（1990年、角川書店、全1巻）
- 洗いざらしのシンデレラ（1990年、角川書店、全1巻）
- シーサイド・ドキドキ（1990年、角川書店、全1巻）
- TOKYOばあじん（1990年、角川書店、全1巻）
- 長袖のアロハ（1990年、角川書店、全1巻）
- NEW・おんなのこたち倶楽部（1991年、角川書店）
- ショウ!（1993年、ビッグコミックスピリッツ、小学館、全4巻）
- 守ってあげたい!（1994年 - 1995年、週刊ヤングサンデー、小学館、全4巻）
- アイスマン（『週刊ヤングサンデー』1996年 14号 - 1997年10号、小学館、全4巻）
- 江の島女子高ラグビー部!!（1996年、週刊ヤングマガジン、講談社、全1巻）
- 湘南ゲンジロー（1998年 - 1999年、文藝春秋 全3巻）
- 新宿ギョインバット（1999年、ビッグゴールド、小学館、全1巻）
- ラグビーに乾杯!（原作：森本優子、全1巻）
- 早乙女タイフーン（2001年 - 2002年、ビッグコミックスピリッツ、小学館、全2巻）
- エガオを見せて（2003年、集英社）
- 欲望セブンティーン（原作：小原信治、2003年、ビッグコミックスペリオール、小学館、全1巻）
- 愛じゃん〜風まかせ雀荘横恋慕〜（2006年、近代麻雀オリジナル、竹書房）
- 花もキミを見てる（全1巻）
- 象の背中（原作：秋元康、2007年、週刊コミックバンチ、新潮社、全2巻）
- リリコイ恋愛内科（ビッグコミックオリジナル増刊、小学館、全2巻）
- ハッピーねこまんが コマサですっ!（朝日新聞出版、全1巻）
- いとしのタンバリン（ビッグコミックオリジナル増刊、小学館、全3巻）
- 薔薇とブラックパンツ（Beaglee、既刊1巻）
- ぜつぼうごはん（ビッグコミックオリジナル増刊、小学館、既刊1巻）

## アシスタント
- 山本英夫[1]